# The East Bay Sessions
The East Bay Sessions è un EP del gruppo pop rock statunitense Smash Mouth, registrato nel 1997 e pubblicato nel 1999.

## Tracce
1. Burn Cycle – 2:36
2. Strung – 1:54
3. Come On, Come On – 2:31
4. To Be Continued – 2:38
5. Solitude – 3:07
6. Sorry – 3:21
7. Trip – 2:20
8. Pet Names – 2:28
9. Get Some Hoes – 0:16
10. Every Word Means No – 2:47
11. Nervous In The Alley – 2:28
12. Beer Goggles – 2:17
13. If You Don't – 2:47
14. Push – 2:45

## Formazione
- Steve Harwell - voce
- Greg Camp - chitarra
- Paul De Lisle - basso
- Kevin Coleman - batteria